# Миза Мяетагузе

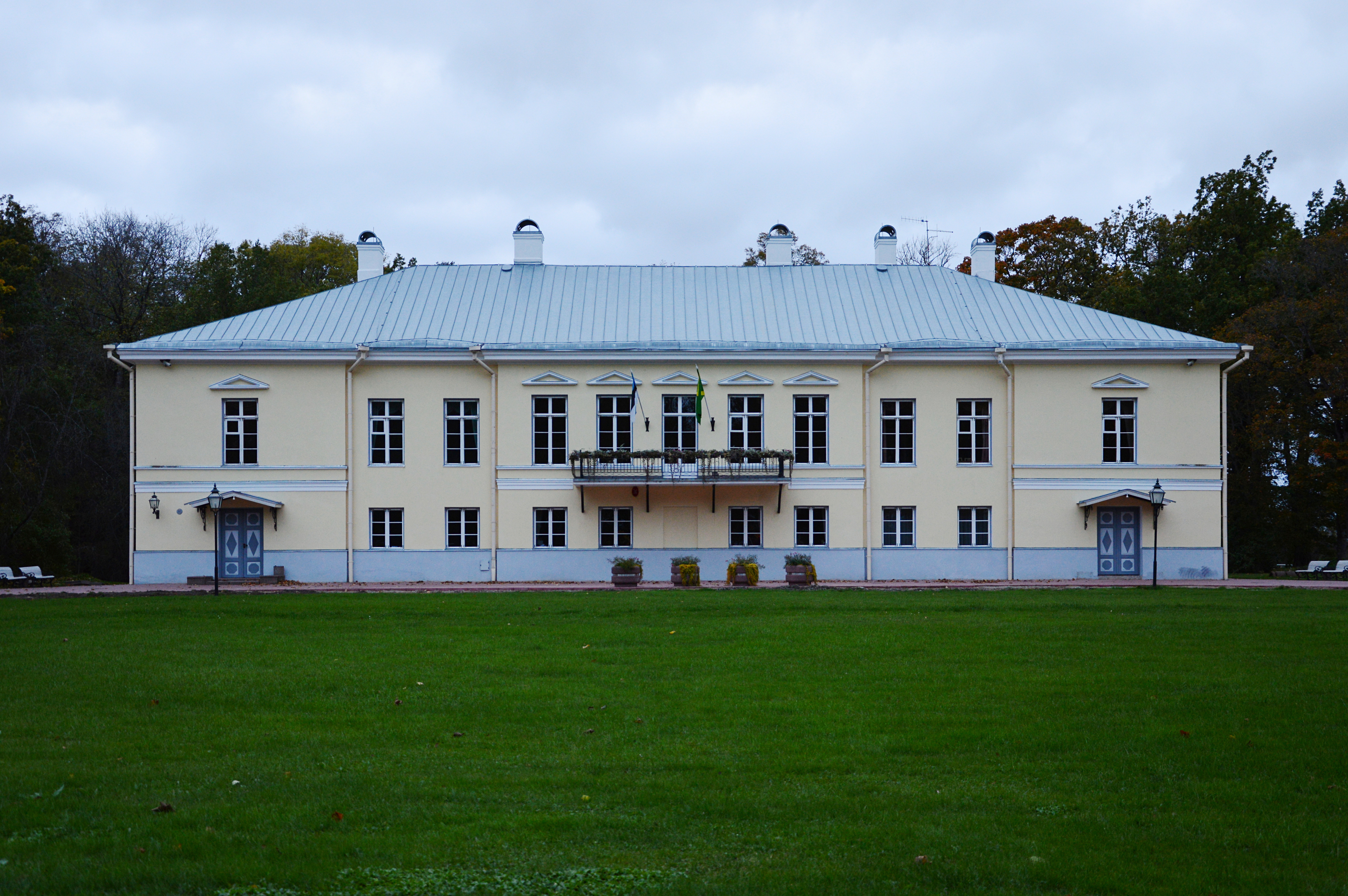

Миза Мяетагузе (ест. Mäetaguse mõis, нім. Mehntack) вперше згадується в 1542 році. З 1736 року до експропріації 1919 року належала дворянській родині фон Розенів. Останнім власником мизи був Костянтин фон Розен.
Двоповерховий кам'яний панський будинок в стилі раннього класицизму був побудований в 1796 році, а свого остаточного вигляду він набув в результаті перебудов 1820 та 1890 років. Прикрасою будинку є плафон в стилі історицизму, що знаходиться у вестибюлі. В будинку, відреставрованому в 90-ті роки XX ст., міститься Мяетагузька волосна управа, а в залі проводять різні культурні заходи.
Збереглася низка цінних підручних будов, зокрема клуня, яка оперізує площу перед головним будинком, та стайня-каретня з аркадами. За три кілометри на північний захід від мизи на високому пагорбі знаходиться усипальниця фон Розенів в неоготичному стилі.

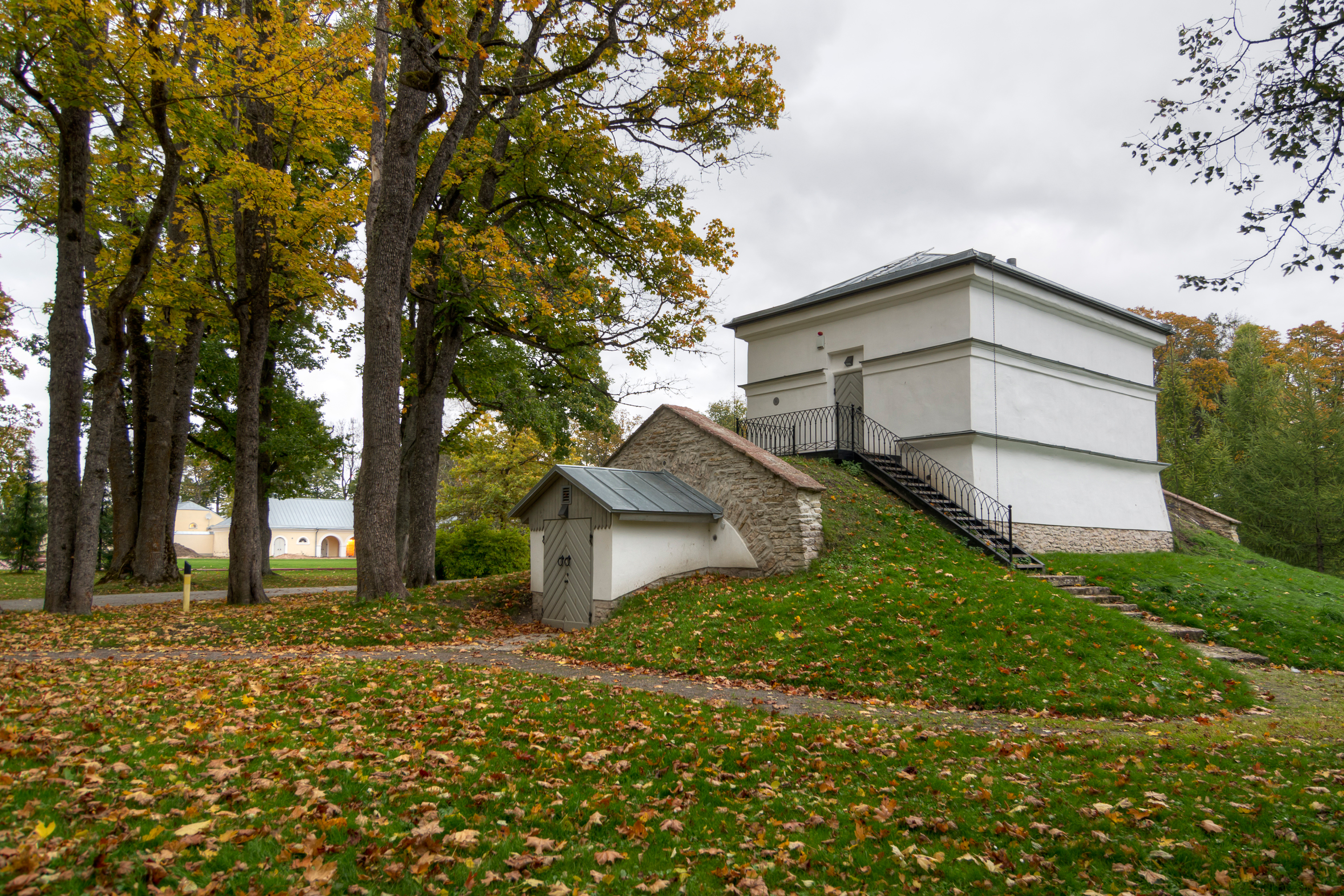
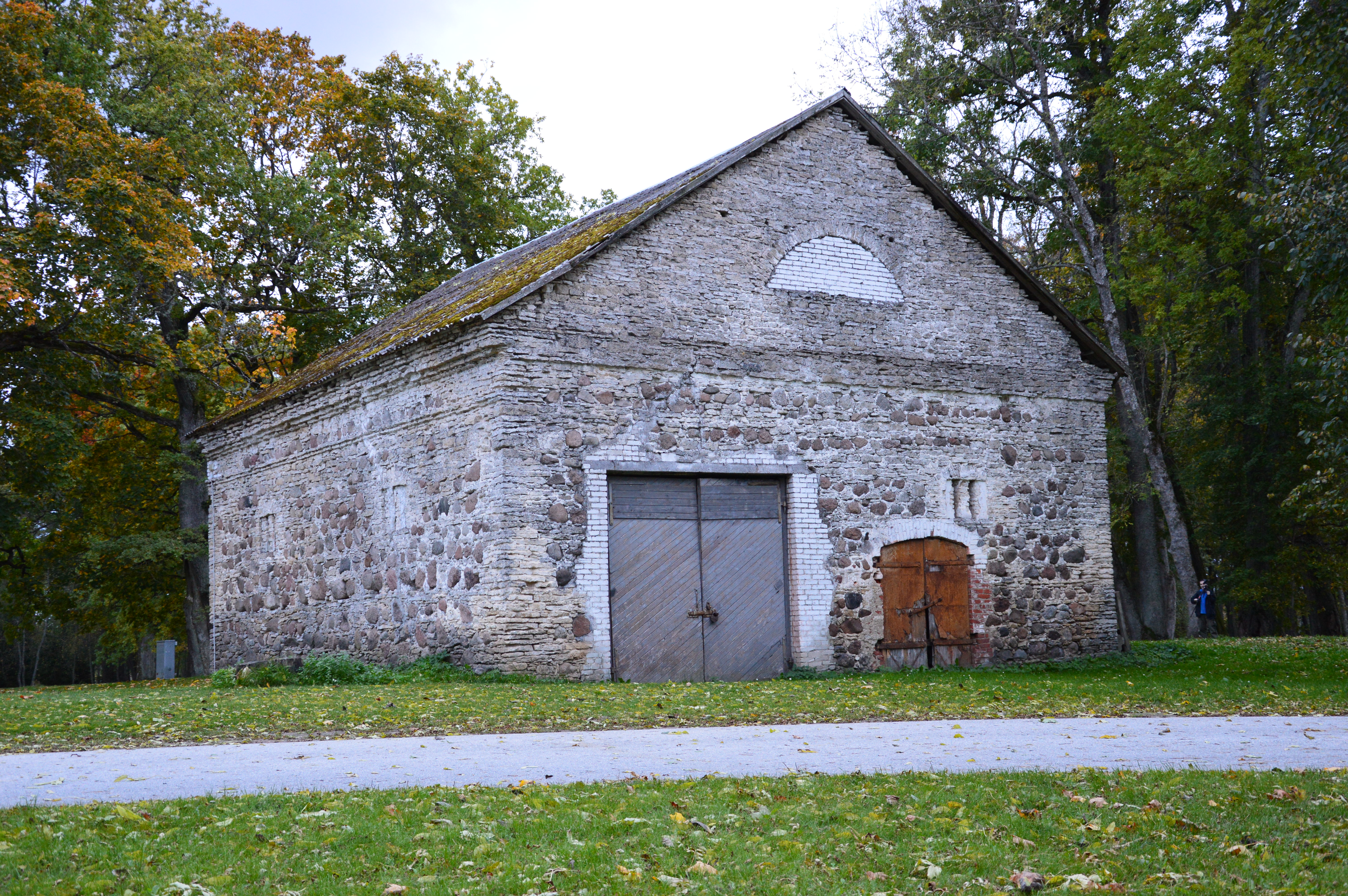
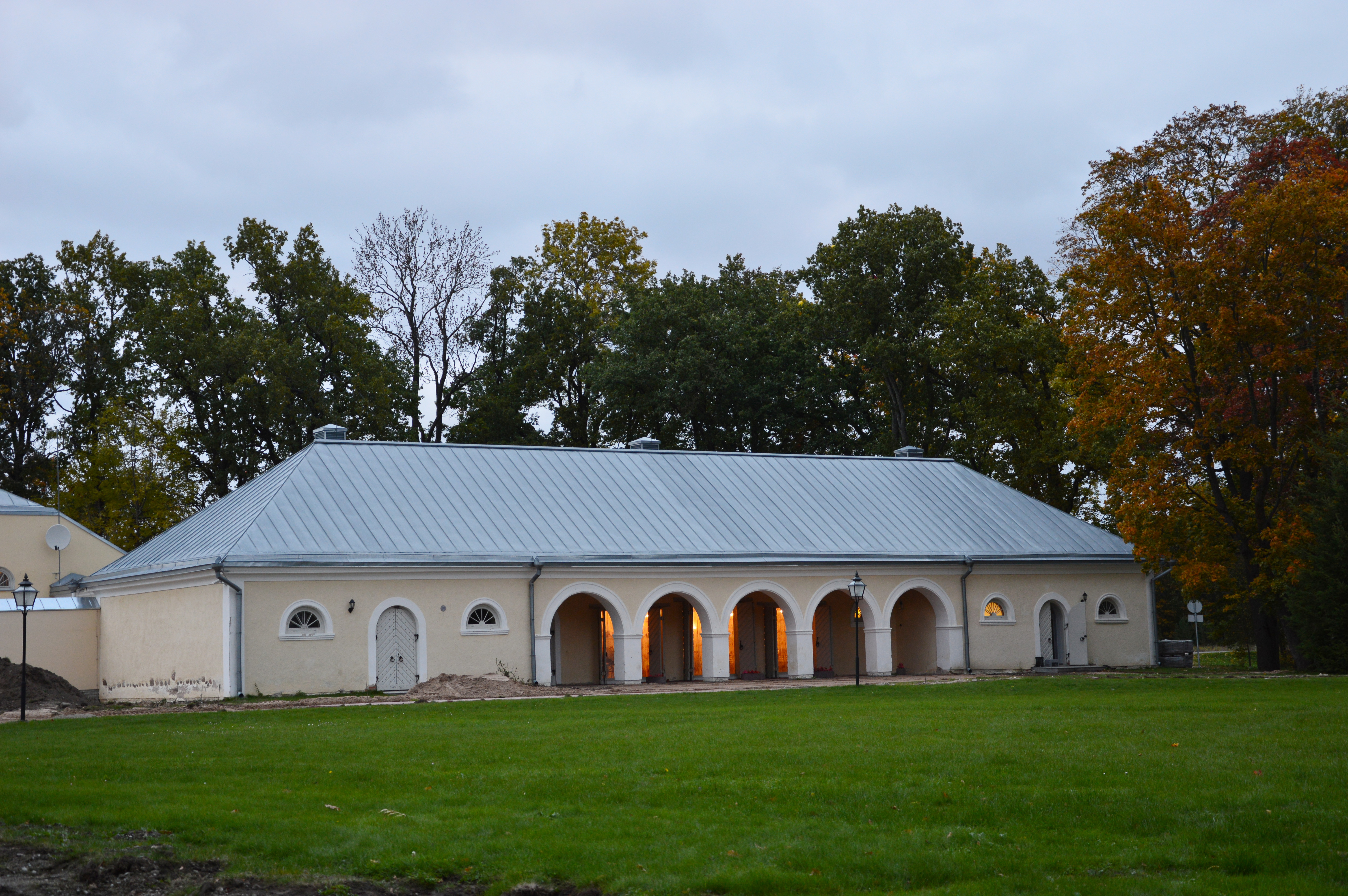
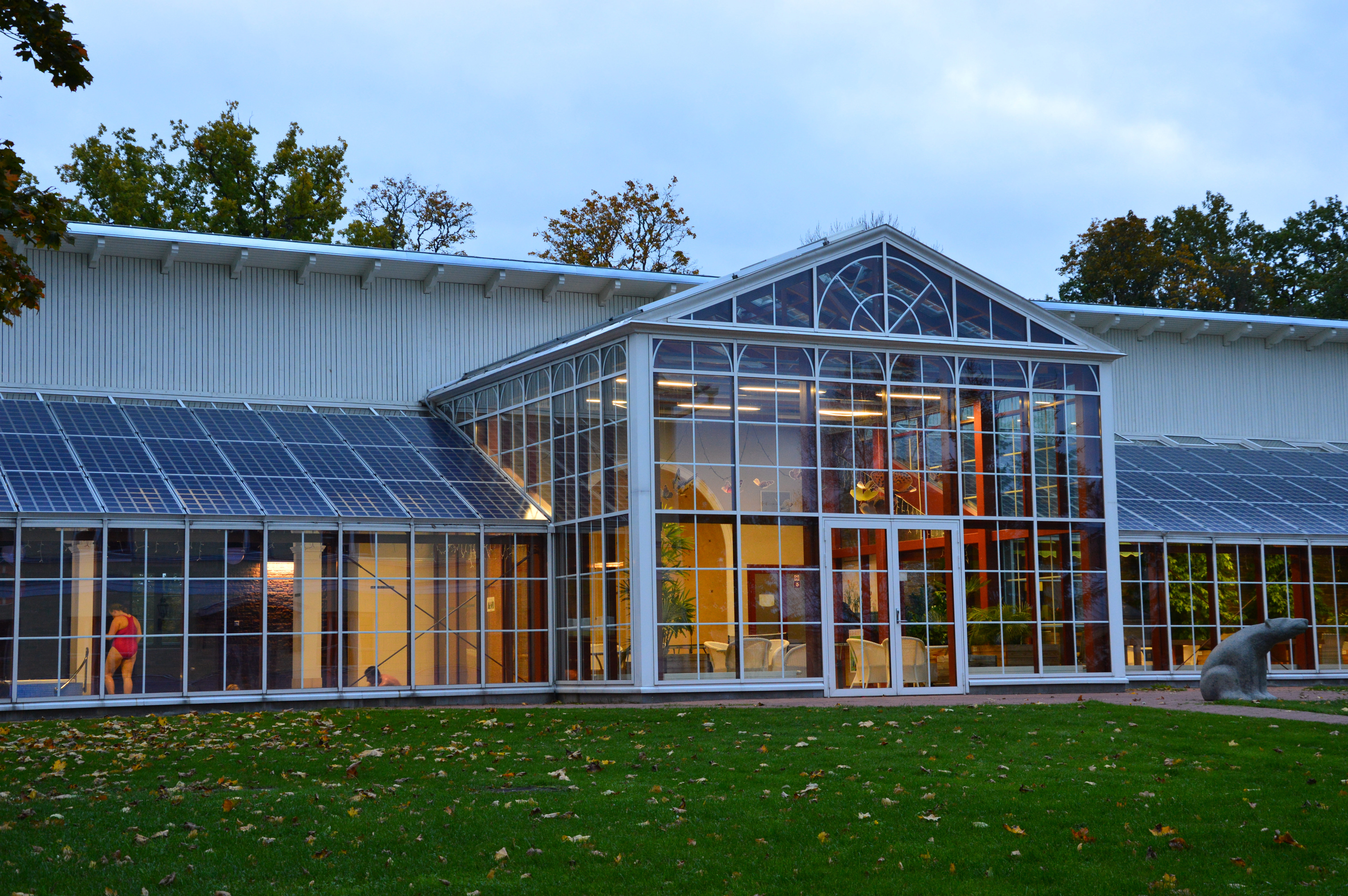
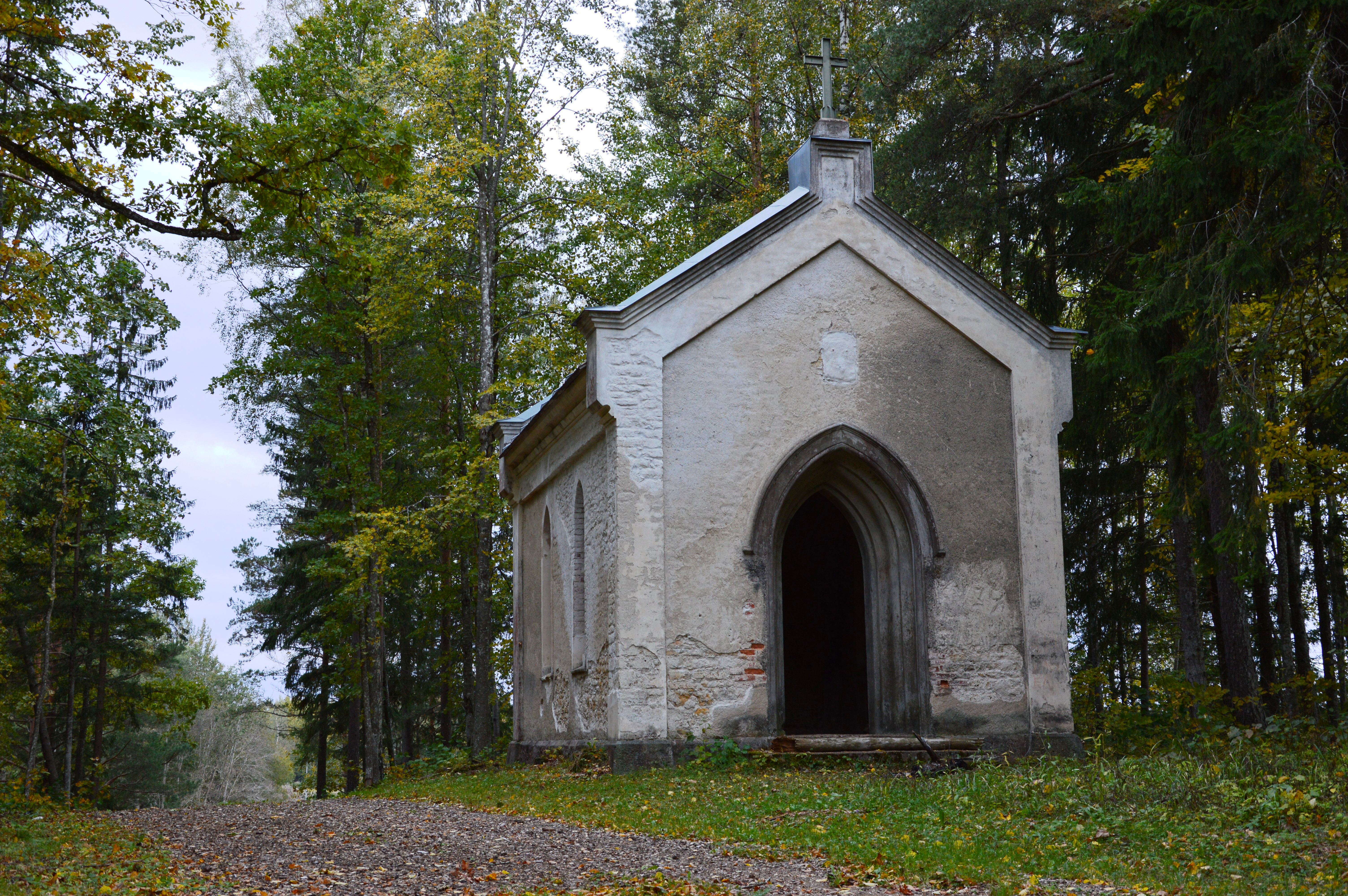